# Maia (Ialomița)
Maia é uma comuna romena localizada no distrito de Ialomiţa, na região de Muntênia. A comuna possui uma área de 25.74 km² e sua população era de 1843 habitantes segundo o censo de 2007.